# Maruyama Masao (Generalleutnant)

Generalleutnant Maruyama Masao

Maruyama Masao (jap. 丸山 政男; * 1889 in Nagano; † 11. November 1957) war ein japanischer Generalleutnant der Infanterie.
1934 bis 1936 war Maruyama Masao Militärattaché in Großbritannien und im Zweiten Japanisch-Chinesischen Krieg befehligte er das 4. Regiment der Kaiserlichen Garde, mit dem er am Zwischenfall an der Marco-Polo-Brücke beteiligt war.
Maruyama durchlief die Offizierskarriere und wurde am 15. Juli 1938 zum Generalmajor befördert. Gleichzeitig übergab ihm das Oberkommando der Kaiserlich Japanischen Armee den Befehl über die 6. Infanteriebrigade und am 7. Mai 1940 auch über die 3. Unabhängige Verteidigungseinheit.
Nach seiner Beförderung zum Generalleutnant am 1. März 1941 übernahm Maruyama Masao am 10. April desselben Jahres die 2. Division. Nach Ausbruch des Pazifikkriegs wurde die 2. Division in Niederländisch-Ostindien eingesetzt. Sie landete am 1. März 1942 auf Java und konnte die Insel innerhalb der nächsten Woche einnehmen.
Infolge der alliierten Landungen auf Guadalcanal verlegte die Armeeführung die 2. Division im September 1942 zur Rückeroberung des verlorenen und strategisch wichtigen Flugfeldes bei Lunga Point auf die Insel. Im Rahmen der Schlacht um Guadalcanal fügten die Amerikaner den Truppen unter Maruyama Masao erhebliche Verluste zu, so dass die verbliebenen Überlebenden der Division im Februar 1943 von der Insel evakuiert werden mussten.
1944 zog sich Maruyama Masao aus dem aktiven Dienst in der Armee zurück. Er verstarb am 11. November 1957.